# Eerste Matabele-oorlog
De Eerste Matabele-oorlog was een koloniale oorlog tussen de British South Africa Company van Cecil Rhodes en de Matabele van het koninkrijk Mthwakazi in het tegenwoordige Zimbabwe. Het koninkrijk werd veroverd door de Britten en als onderdeel van Rhodesië ingelijfd door het Britse Rijk.

## Voorgeschiedenis
In 1888 sloot de Brit Charles Rudd, zakenpartner van de imperialistische diamantmagnaat Cecil Rhodes, een overeenkomst met koning Lobengula. In ruil voor duizend Martini-Henrygeweren met munitie, een stoomboot op de Zambezirivier en een maandelijkse toelage van honderd pond sterling stond Lobengula de complete en exclusieve zeggenschap af over alle bodemschatten in zijn rijk. Dit betekende het begin van de kolonisatie van Mthwakazi door Rhodes en zijn British South Africa Company. In juli 1890 stuurde Rhodes zijn pioniers Mthwakazi in en in september stichtten zij Salisbury, dat de hoofdstad van de Britse kolonie Rhodesië zou worden en tegenwoordig bekendstaat als Harare, de hoofdstad van Zimbabwe. Mashonaland kwam onder Britse controle te staan, maar Lobengula's macht in Matabeleland bleef onaangetast.
Het koninkrijk Mthwakazi werd gedomineerd door de Matabele, die tijdens de Grote Trek door de Voortrekkers naar het gebied waren verdreven. De Shona die daar woonden dienden als hun knechten. De verhouding tussen de twee volken was sindsdien zeer vijandig en de Britse autoriteiten drongen aan op bedaring van de omstandigheden. In juli 1893 zochten Shona-veedieven toevlucht in het Britse Fort Victoria. De Matabele sloegen toe en vermoordden 400 Shona voor de ogen van de Britse kolonisten. Rhodes zag deze aanval als een uitgelezen casus belli om Matabeleland te veroveren. De oorlogscampagne werd opgezet door zijn vriend Leander Starr Jameson.

## Oorlog
Op 3 oktober 1893 begon de British South Africa Company een strafexpeditie naar Bulawayo, de hoofdstad van Matabeleland. Op 25 oktober viel een impi bestaande uit 7.000 Matabele een Brits laager aan bij de Shanganirivier. De primitieve wapens van de Matabele bleken niet opgewassen tegen de nieuwe Maximgeweren van de Britten, die zelf slechts vier slachtoffers telden.
De Britten vervolgden hun tocht naar Bulawayo en werden op 1 november opnieuw door een impi aangevallen bij Bembezi. Nogmaals bleken de Matabele niet in staat de Maximgeweren te overwinnen. Lobengula verbrandde zijn hoofdstad en vluchtte. Op 3 november werd de verkoolde stad veroverd door de Britten.
Een patrouille onder leiding van majoor Allan Wilson werd op Lobengula afgestuurd. Op 4 december werd deze Shangani Patrol door een impi verrast en uitgemoord. De Britse overwinning werd echter nooit in gevaar gebracht en de dood van Lobengula rond 23 januari 1894 betekende het einde van de oorlog. Matabeleland kwam in handen van de British South Africa Company en werd samen met Mashonaland onderdeel van Rhodesië. Veteranen werden beloond met land en vee en Bulawayo herrees als koloniaal knooppunt.